# Поннель, Жан-Пьер
Жан-Пьер Понне́ль (фр. Jean-Pierre Ponnelle; 19 февраля 1932, Париж — 11 августа 1988, Мюнхен) — французский оперный режиссёр, постановщик и сценограф.

## Биография
Жан-Пьер Поннель родился в Париже. На родине изучал философию, искусство, историю. В 1952 году в Германии начал свою карьеру в качестве сценографа в опере Ханса Хенце «Бульвар Одиночества». Значительное влияние на творческую деятельность Поннеля оказали работы Жоржа Вакевича, также создававшего декорации и костюмы для театральных, оперных и балетных постановок.
В 1962 году Поннель поставил свой первый спектакль — «Тристан и Изольда» Р. Вагнера в Дюссельдорфе. Его постановка этой же оперы на Байройтском фестивале в 1981 году была оценена как одна из самых эстетически совершенных.
Деятельность Поннеля в разных странах мира включала постановки в Метрополитен-опера и в Опере Сан-Франциско, спектакли на телевидении («Мадам Баттерфляй» в 1974 году примечательна выступлением Миреллы Френи и молодого Пласидо Доминго под управлением Герберта фон Караяна), киноверсии опер, например, широко известные «Свадьба Фигаро» под управлением дирижёра Карла Бёма, «Риголетто» под управлением дирижёра Рикардо Шайи. Постановка моцартовского «Милосердия Тита», сделанная в 1969 году для Кёльнского театра, дала возможность возродить давно забытый спектакль в репертуаре театра. На Зальцбургском фестивале Поннель тоже был частым гостем.
Его произведения нередко были спорными. В постановке «Аиды» 1986 года в Ковент-Гардене Поннель заменил привычных артистов балета на мальчиков, и эта постановка была освистана и уже не возобновлялась, однако более ранняя постановка «Дона Паскуале» в этом театре стала триумфальной, хоть и представляла авторскую интерпретацию хорошо известной оперы.
Жан-Пьер Поннель умер в Мюнхене (Германия) в 1988 году от лёгочной эмболии, которая возникла вследствие падения в оркестровую яму во время репетиции «Кармен» с Израильским филармоническим оркестром под управлением Зубина Меты. Его сын Пьер-Доминик Поннель — дирижёр, а племянник Жан-Пьер Данель — известный французский гитарист и продюсер.